# Übertalentiert
Übertalentiert ist das erste Soloalbum des deutschen Rappers Godsilla. Es erschien im Jahr 2004 über das Independent-Label I Luv Money Records. Am 23. März 2007 wurde eine Premium-Edition mit sechs Remixen und fünf neuen Liedern veröffentlicht.

## Produktion
Für die musikalische Untermalung der Songs sorgten unter anderem die Produzenten DJ Ilan, Serk, Produes und Djorkaeff.

## Covergestaltung
Das Albumcover der Version von 2004 ist in Rot gehalten. Es zeigt Godsilla (mit einem schwarzen Balken, der die Augen verdeckt), bekleidet mit einem schwarzen T-Shirt und zwei Frauen im Arm, die ihre Hinterteile in die Kamera strecken. Im oberen Teil des Bildes steht in weiß Godsilla und in der rechten unteren Ecke Übertalentiert in schwarzen Buchstaben.
Das Cover der Premium-Edition zeigt Godsilla, bekleidet mit einem Hoodie, in einem Tunnel stehend. In der Mitte der Illustration steht in grünem Ton Godsilla – Übertalentiert – premium edition.

## Gastbeiträge
Auf elf Liedern des Albums sind andere Künstler zu hören. So ist Godsillas Labelchef King Orgasmus One bei Du bist ein… neben She Raw und Bass Sultan Hengzt, sowie auf Alles das was ihr nicht habt, vertreten. Bass Sultan Hengzt hat außerdem Gastauftritte bei Battle Dream-Team und auf dem Bonussong Zeiten ändern sich. Das Lied Ufermilitär #1 ist eine Massencollabo mit den Rappern Oser, Jim Tonic, Sorti Sikz, Ha$$anfall, Big Maxxx und Reatsch, während Jaime bei Rap dein Part in Erscheinung tritt. Akte One hat einen Gastauftritt auf Versus und Partner in Crime ist eine Kollaboration mit den Rappern Kaisaschnitt und Extrem. Außerdem ist Serk bei ABC und Amore Punchlines zu hören, auf letzterem ist She Raw erneut vertreten, die des Weiteren bei Busy neben Sha-Karl und Plaetter Pi in Erscheinung tritt.

## Titelliste
| Standard Edition 2004 | Premium Edition 2007 |
| --- | --- |
| 1. Oh mein God!! – 3:30 2. Du bist ein… (feat. She Raw, King Orgasmus One & Bass Sultan Hengzt) – 3:40 3. ABC (feat. Serk) – 2:37 4. Partner in Crime (feat. Kaisaschnitt & Extrem) – 3:41 5. Tack Tack – 1:31 6. Busy (feat. Sha-Karl, Plaetter Pi & She-Raw) – 4:10 7. Johnny Motor (Skit) – 1:22 8. Alles das was ihr nicht habt (feat. King Orgasmus One) – 3:25 9. Kingz, Drogen, Bitchez & Geld – 3:17 10. Ufermilitär #1 (feat. Oser, Jim Tonic, Sorti Sikz, Ha$$anfall, Big Maxxx & Reatsch) – 5:30 11. Amore Punchlines (feat. Serk & She-Raw) – 3:46 12. Rap dein Part (feat. Jaime) – 3:39 13. Ich bin hier – 2:53 14. Versus (feat. Akte One) – 3:59 15. Battle Dream-Team (feat. Bass Sultan Hengzt) – 3:13 16. Outro – 1:11 | 1. Oh mein God!! (Remix) – 3:26 2. Du bist ein… (Remix) (feat. She-Raw, King Orgasmus One & Bass Sultan Hengzt) – 4:13 3. ABC (feat. Serk) – 2:35 4. Partner in Crime (Remix) (feat. Kaisaschnitt & Extrem) – 4:41 5. Tack Tack (Remix) – 1:30 6. Busy (feat. Sha-Karl, Plaetter Pi & She-Raw) – 0:07 7. Johnny Motor (Skit) – 1:20 8. Alles das was ihr nicht habt (feat. King Orgasmus One) – 3:22 9. Kingz, Drogen, Bitchez & Geld (Remix) – 2:53 10. Ufermilitär #1 (feat. Oser, Jim Tonic, Sorti Sikz, Ha$$anfall, Big Maxxx & Reatsch) – 5:28 11. Amore Punchlines (feat. Serk & She-Raw) – 3:44 12. Rap dein Part (feat. Jaime) – 3:39 13. Ich bin hier – 2:52 14. Versus (feat. Akte One) – 3:58 15. Battle Dream-Team (feat. Bass Sultan Hengzt) – 3:33 16. Outro – 1:13 17. Es kann nur einen geben – 3:32 18. Rauf und runter – 3:11 19. Nur das hier – 3:50 20. Friss oder stirb – 3:42 21. Zeiten ändern sich (feat. Bass Sultan Hengzt) – 3:09 |

## Kritik
| Professionelle Bewertungen | Professionelle Bewertungen |
| -------------------------- | -------------------------- |
| Kritiken                   |                            |
| Quelle                     | Bewertung                  |
| HipHop-Jam.net             | [ 3 ]                      |

Die Internetseite HipHop-Jam.net bewertete das Album mit 3,5 von 5 möglichen Punkten:

„Mit „Übertalentiert“ hat der Berliner MC Godsilla ein Album geschaffen, das man gut durchhören kann. […] Etwas mehr Solo Tracks [wären] wünschenswert gewesen. […] Für alle, die den Berliner Underground mit [seinen] vielen Fassaden von Big Bud, über Bassboxx mögen, ist dieses Album empfehlenswert. Für alle anderen würde ich die Tracks „Versus“ und „Busy“ zum Reinhören empfehlen. “